# Miguel Ángel Ortez
Miguel Ángel Ortez Guillén (Mozonte, 4 de noviembre de 1907-Palacagüina, 15 de mayo de 1931) fue un general nicaragüense del Ejército Defensor de la Soberanía Nacional que combatió la intervención estadounidense desde 1927 hasta su muerte en 1931. 
Al frente de una columna guerrillera operó en una vasta zona geográfica que abarcó los departamentos de Madriz, Nueva Segovia y León.

## Reseña biográfica
Nació en Mozonte, el 4 de noviembre de 1907, siendo el hijo mayor del matrimonio de don José Salvador Ortez Marín y doña Clotilde Guillén. Los Ortez fueron tradicionalmente conservadores, desde el tatarabuelo Julián Ortez hasta su padre. Julián Ortez fue nominado candidato a la dirección suprema del Estado de Nicaragua en aquellos tiempos. Es posible que haya militado en las filas de Fruto Chamorro Pérez. Sus descendientes fueron legitimistas, en épocas anteriores a Sandino.
Físicamente era de estatura pequeña, tez blanca, cabello rubio, ojos azules. Sus antepasados descendían de europeos del sur de Francia, frontera con España, de un pequeño poblado llamado Ortez. Tan finas eran sus facciones que de pequeño fue elegido como ángel en los altares y procesiones religiosas de aquel tiempo. Ya un poco mayor, en su hacienda El Recreo, Miguel Ángel se hizo experto tirador de venados, y por su carisma líder nato en la región.

### Estudios
Cursa estudios primarios en el Colegio «Don Bosco», de Granada; en 1925 su padre lo envía a León 
para iniciar sus estudios de secundaria en el Instituto Nacional de Occidente (INO), los cuales interrumpió en 1926 al estallar la 
guerra civil en mayo de ese mismo año. En los disturbios de la guerra constitucionalista no tomó parte, ayudó a su familia en la labores de la hacienda. Transcurrió el período de la guerra, y aún en los primeros meses de en 1927, ya con la ocupación norteamericana, continuó trabajando junto a su padre.

## Contra los conservadores
Mucho antes de integrarse al ejército del general Augusto C. Sandino ya realizaba acciones contra las tropas estadounidenses de ocupación. Usaba el seudónimo de «Gregorio Ferrera» y era conocido como «Capitan Ferrerita».
Al terminar la guerra a finales de 1927, un grupo de disidentes conservadores conducidos por Anastasio Hernández, asesinaron a liberales, sobre todo en Mozonte, y en otras localidades. Es entonces, cuando liberales de Ocotal depositaron en manos de Miguel Ángel pertrechos militares, a fin de capturar a Hernández. Para esta época se desconocía su paradero. Los rumores eran que andaba un grupo armado bajo el mando de un Capitán llamado «Gregorio Ferrera». Poco tiempo después se supo que el citado Ferrera era el propio Miguel Ángel Ortez.

### Integración al EDSN
En las memorias el Coronel EDSN Santos López, habla de que el General Sandino tuvo conocimiento del capitán Ferrera, y lo invita a unirse a sus filas. En lo sucesivo fue figura destacada, casi siempre permanecía en la zona de Cuje, Totogalpa, desde donde incursionaba con periodicidad y victoria. 

### Combates
Participó de manera activa en los combates siguientes:
- Batalla de Ocotal (16 de julio de 1927) bajo las órdenes directas del Coronel Rufo Marín Guillén quien era su primo hermano.[1]

- Combate de El Bramadero (27 de febrero de 1928) siendo el jefe de los guerrilleros.[2]

- Combate de El Ojoche (28 de junio de 1930) siendo el jefe de los guerrilleros.

- Combate de Achuapa (31 de diciembre de 1930) siendo el jefe de los guerrilleros.[3]

## Caída en combate
Pero en la madrugada del 14 de mayo de 1931, la columna del General Ortez se infiltró en la ciudad de Palacagüina, rodeando el cuartel de la Guardia Nacional. Los guerrilleros estaban a punto de asaltar la guarnición de marines y guardias nacionales, cuando el raso GN, José López, logró distinguir en la penumbra a un atacante que se acercaba al cuartel. El soldado GN disparó un proyectil, acertando en el abdomen de Miguel Ángel. Sus compañeros lo auxiliaron y lo llevaron a casa de doña Juana Martínez.
Con su jefe herido mortalmente, los guerrilleros se retiran hacia el cerro «El Sua», ahora conocido como cerro «La piedra del Sapo» por su forma peculiar que asemeja a un sapo. 

### Últimas órdenes
Agonizante dio sus últimas órdenes:
«Déjenme aquí y llámenme a los oficiales.»
Cuando estos llegaron, les dijo: 
«No temo ser capturado... sé que voy a morir, quiero nombrar como jefe de mi columna a Juan Pablo Umanzor, a quien deberán obedecer.»
Seguidamente expiró, tenía 23 años de edad. Eran las 04:15 de la madrugada del 15 de mayo de 1931, cuando sus tropas salieron de Palacagüina 
con el cadáver para sepultarlo al pie del cerro «El Sua», aproximadamente, a 6 kilómetros de Palacagüina. Algunos afirman que en la cresta de este peñasco fue enterrado el General Ortez. Otros dicen que fue sepultado por sus compañeros de armas al pie del cerro «Cuje», situado a cuatro millas de distancia de Palacagüina.

## Carta de Sandino
En carta fechada del 22 de mayo de 1931 y dirigida a sus lugartenientes, Sandino escribe:
«Mis queridos hermanos:
Terriblemente impresionados nos hemos sentido, al tener la fatal noticia de haber sucumbido en el combate de Palacagüina,  nuestro queridísimo hermano y glorioso Gral. Miguel Ángel Ortez y Guillén. Nuestros corazones se sienten embargados de pesar, y en medio del pesar se nos vienen oleajes de cólera mayor contra el enemigo...
Patria y Libertad.
(f.) A.C. Sandino.»

## Reconocimientos
- En el soneto «Miguel Ángel Ortez» de Manolo Cuadra

 Miguel Ángel Ortez 

No porque en las Segovias el clima fuera frío

tuvo este Miguel Ángel en las venas horchata.

Muy cierto que de niño, superticioso y pío,

sonaba en las Purísimas su pito de hojalata.

Pero ya crecidito, cuando el funesto trío

permitió que a la patria hollara gente gata,

en nombre de la selva, de la ciudad y de río,

protestó Miguel Angel, la cutacha, la reata!

Murió en Palacagüina peleando mano a mano.

Bajó desde las nubes más de un aeroplano

y tuvo en la cruzada homéricos arranques.

Usaba desde niño pantalones de hombre.

Y aun hecho ya polvo, al recordar su nombre,

se meaban de pánico los yankes.

Quilalí, Guerra de las Segovias, 1932

- En el poema «Como los Santos» de Leonel Rugama

 Miguel Ángel Ortez 

 «Y aún hecho ya polvo... se meaban de pánico los yankes» 

Al comienzo Sandino no lo quería aceptar

pero él le dijo a Sandino

que él era el capitán Ferrerita

y después del combate de Ocotal

le dio una mula blanca

y se le pegó

hasta que llegó a ser

el general del coro de ángeles

 «murió en Palacagüina peleando mano a mano.» 

- En la canción «Cristo de Palacagüina» de Carlos Mejía Godoy

La canción «Cristo de Palacagüina» fue inspirada por la lectura de un artículo escrito por doctor José Simón Delgado, un declarado antisomocista, que decía:
«Miguel Ángel Ortez, el capitán rebrujo, con 17 años, se presenta ante Sandino, y éste le pregunta: ¿Cómo te llamas? Le da el nombre. Sandino le dice: «Sos de los chicos bien de Ocotal. Parecés gringo (porque era ojos azules y rubio) y con esa estampita no vas a ninguna parte, aquí te vas a hacer hombre». «No se preocupe, mi general, aquí vengo sin apellido, mi único apellido se llama Nicaragua y póngame a prueba», le replicó Ortez a Sandino, y se convirtió en el general más joven en el ejército del General de Hombres Libres, a la edad de 21 años.»
Además, el médico mencionaba el poema de Manolo Cuadra dedicado a Ortez. 
El compositor ha afirmado 
«Miguel Ángel Ortez es el Cristo de Palacagüina. Ortez nace en Ocotal, muere en Palacagüina y resucita, por lo que yo (en la canción) convierto a Palacagüina como en un Belén, donde nace al morir Miguel Ángel Ortez. Aunque no se menciona el nombre del héroe en la canción, es un homenaje a Ortez.»